# 梅鹤古建筑群
梅鹤古建筑群，位于中华人民共和国福建省宁德市蕉城区虎浿镇梅鹤村，包括三座桥、一个门、三处宫庙、一处明代民居、五处清代民居和一处民国建筑等14处建筑，是2018年入选的第九批福建省文物保护单位。

## 各建筑概况

### 桥梁（九跳桥、沉字桥、柳墘桥）
九跳桥是一座全长25米、宽2.4米的三孔伸臂石梁桥，始建于宋代；沉字桥又名花桥、登龙桥，是宁德市境内规模最大、保存最为完好的石拱木廊桥，全长36米，有3个孔洞，始建于北宋崇宁五年（1106年），历朝历经多次修缮，清朝乾隆四十年（1775年）和民国二十五年（1936年）两次重修，中间设有歇山顶桥亭，廊屋面宽11间，2003年入选蕉城区第四批文物保护单位；柳墘桥是一座双跨石梁柱桥，建于清朝光绪六年（1880年），占地面积约11平方米。

### 石阙门
石阙门建于明代，占地面积20.5平方米，由块石相向垒砌，顶部覆盖着石墙帽，前方底部设置有须弥座，两侧石壁的地板以石铺就，门前五级石阶，地面铺设了拜石，拜石用以祭拜明朝永乐四年（1406年）的进士谢霖。

### 宫庙（车山宫、东岳宫、林公宫）
清代兴建的车山宫供奉猎神车山公，建筑面阔单间，搁檩式悬山顶，宫内外排列象征四牙的四块石头，神案处有一块代表舌头的红色木板，寓意四牙守护外姓。东岳宫原建于宋代，是谢氏宗祠，谢氏衰落外迁后被林氏村民重建，用以供奉东岳大帝和佛祖、温康元帅、陈靖姑、陈普（当地出身的理学家），由三座并排的大殿组成，其中左侧两座建于清朝乾隆五十三年（1788年），右侧建于清朝光绪六年（1880年），每座殿均采用抬梁穿斗式木构架悬山顶，面阔三间，另有门楼、敞廊、偏房等构造。林公宫初建于宋代，最初是娘奶宫，清朝咸丰七年（1857年）重建后改为林公忠平侯王庙，为单进合院式悬山顶建筑，主殿面阔三间。

### 六处民居和知青点
十年厅兴建于明朝，清朝乾隆年间重修，是一座单进合院式民居，主厅面宽三间，进深七柱，采用穿斗式木构架，明间减中柱，顶部为悬山顶。方厝里、林居琫厝、林居清厝、林杜行厝、林赞帮厝等清代民居，均采用单进合院式布局，外围有高大的夯土或匡斗青砖墙，主厅面宽三间，分上下两层，穿斗式木构架，大门、前廊、前披屋等处装饰着各类精美的垂花柱和额枋雕刻。另有一座建于中華民國大陸時期的建筑，后来成为知青点，为带有门楼的合院式民居，外门楼及主院落大门均为传统做法建造的石质拱门。

## 保护历史
作为梅鹤古建筑群的一部分，沉字桥于2003年入选了宁德市蕉城区第四批文物保护单位，而梅鹤古建筑群整体于2015年12月入选了蕉城区第八批文物保护单位，2018年9月7日，入选福建省第九批文物保护单位，类型为古建筑。福建省人民政府将建筑群每个单体建筑四周外延20米区域划定为保护范围。